# Isopeda woodwardi
Isopeda woodwardi là một loài nhện trong họ Sparassidae.
Loài này thuộc chi Isopeda. Isopeda woodwardi được Henry Roughton Hogg miêu tả năm 1903.